# CLN8
CLN8 (англ. CLN8, transmembrane ER and ERGIC protein) – білок, який кодується однойменним геном, розташованим у людей на короткому плечі 8-ї хромосоми. Довжина поліпептидного ланцюга білка становить 286 амінокислот, а молекулярна маса — 32 787.
| 10         |  | 20         |  | 30         |  | 40         |  | 50         |
| ---------- |  | ---------- |  | ---------- |  | ---------- |  | ---------- |
| MNPASDGGTS |  | ESIFDLDYAS |  | WGIRSTLMVA |  | GFVFYLGVFV |  | VCHQLSSSLN |
| ATYRSLVARE |  | KVFWDLAATR |  | AVFGVQSTAA |  | GLWALLGDPV |  | LHADKARGQQ |
| NWCWFHITTA |  | TGFFCFENVA |  | VHLSNLIFRT |  | FDLFLVIHHL |  | FAFLGFLGCL |
| VNLQAGHYLA |  | MTTLLLEMST |  | PFTCVSWMLL |  | KAGWSESLFW |  | KLNQWLMIHM |
| FHCRMVLTYH |  | MWWVCFWHWD |  | GLVSSLYLPH |  | LTLFLVGLAL |  | LTLIINPYWT |
| HKKTQQLLNP |  | VDWNFAQPEA |  | KSRPEGNGQL |  | LRKKRP     |  |            |

A: Аланін

C: Цистеїн

D: Аспарагінова кислота

E: Глутамінова кислота

F: Фенілаланін

G: Гліцин

H: Гістидин

I: Ізолейцин

K: Лізин

L: Лейцин

M: Метіонін

N: Аспарагін

P: Пролін

Q: Глутамін

R: Аргінін

S: Серин

T: Треонін

V: Валін

W: Триптофан

Локалізований у мембрані, ендоплазматичному ретикулумі.